# زارزوسا دي رايو بيسويرغا
بلدية زارزوسا دي رايو بيسويرغا (بالإسبانية: Zarzosa de Río Pisuerga)‏, هي إحدى بلديات مقاطعة برغش, التي تقع في منطقة قشتالة وليون, والتي تقع في شمال غرب إسبانيا.
يبلغ عدد سكانها 56 نسمة وفقاً لإحصائية سنة (2002).